# Mötschwil
Mötschwil (tot 1910 in het Duits Mötschwil-Schleumen) is een plaats en voormalige gemeente in het Zwitserse kanton Bern, maakt deel uit van het district Emmental en sinds 1 januari 2021 van de gemeente Hindelbank.
Mötschwil telt 131 inwoners.